# Arrondissement d'Évreux
L'arrondissement d'Évreux est une division administrative française, située dans le département de l'Eure et la région Normandie.

## Composition
Liste des cantons actuels de l'arrondissement d'Évreux :
- canton de Breteuil ;
- canton de Conches-en-Ouche ;
- Canton d'Évreux-1 ;
- Canton d'Évreux-2 ;
- Canton d'Évreux-3 ;
- canton du Neubourg ;
- canton de Pacy-sur-Eure ;
- canton de Saint-André-de-l'Eure ;
- canton de Verneuil d'Avre et d'Iton.

Liste des cantons historiques de l'arrondissement d'Évreux :
- canton de Damville ;
- canton d'Évreux-Est ;
- canton d'Évreux-Nord ;
- canton d'Évreux-Ouest ;
- canton d'Évreux-Sud ;
- canton de Nonancourt ;
- canton de Rugles ;
- canton de Vernon-Nord ;
- canton de Vernon-Sud.

### Découpage communal depuis 2015
Depuis 2015, le nombre de communes des arrondissements varie chaque année soit du fait du redécoupage cantonal de 2014 qui a conduit à l'ajustement de périmètres de certains arrondissements, soit à la suite de la création de communes nouvelles. Le nombre de communes de l'arrondissement d'Évreux est ainsi de 237 en 2015, 220 en 2016, 105 en 2017 et 103 en 2019.
Au 1er janvier 2024, l'arrondissement groupe les 103 communes suivantes :
1. Acon
2. Angerville-la-Campagne
3. Arnières-sur-Iton
4. Aulnay-sur-Iton
5. Les Authieux
6. Aviron
7. La Baronnie
8. Les Baux-Sainte-Croix
9. Beaubray
10. Bois-le-Roi
11. Boncourt
12. La Bonneville-sur-Iton
13. Le Boulay-Morin
14. Bretagnolles
15. Burey
16. Caugé
17. Champ-Dolent
18. Champigny-la-Futelaye
19. La Chapelle-du-Bois-des-Faulx
20. Chavigny-Bailleul
21. Cierrey
22. Claville
23. Collandres-Quincarnon
24. Conches-en-Ouche
25. Coudres
26. Courdemanche
27. La Couture-Boussey
28. La Croisille
29. Croth
30. Dardez
31. Droisy
32. Émalleville
33. Épieds
34. Évreux
35. Ézy-sur-Eure
36. Fauville
37. Faverolles-la-Campagne
38. Ferrières-Haut-Clocher
39. La Ferrière-sur-Risle
40. Le Fidelaire
41. La Forêt-du-Parc
42. Foucrainville
43. Fresney
44. Garennes-sur-Eure
45. Gauciel
46. Gaudreville-la-Rivière
47. Gauville-la-Campagne
48. Glisolles
49. Gravigny
50. Grossœuvre
51. Guichainville
52. L'Habit
53. Huest
54. Illiers-l'Évêque
55. Irreville
56. Ivry-la-Bataille
57. Jumelles
58. Lignerolles
59. Louversey
60. Louye
61. La Madeleine-de-Nonancourt
62. Marcilly-la-Campagne
63. Marcilly-sur-Eure
64. Le Mesnil-Fuguet
65. Mesnil-sur-l'Estrée
66. Miserey
67. Moisville
68. Mouettes
69. Mousseaux-Neuville
70. Muzy
71. Nagel-Séez-Mesnil
72. Nogent-le-Sec
73. Nonancourt
74. Normanville
75. Ormes
76. Parville
77. Le Plessis-Grohan
78. Portes
79. Prey
80. Reuilly
81. Sacquenville
82. Saint-André-de-l'Eure
83. Saint-Élier
84. Saint-Georges-Motel
85. Saint-Germain-de-Fresney
86. Saint-Germain-des-Angles
87. Saint-Germain-sur-Avre
88. Saint-Laurent-des-Bois
89. Saint-Luc
90. Sainte-Marthe
91. Saint-Martin-la-Campagne
92. Saint-Sébastien-de-Morsent
93. Saint-Vigor
94. Sassey
95. Sébécourt
96. Serez
97. Tilleul-Dame-Agnès
98. Tourneville
99. La Trinité
100. Le Val-David
101. Le Val-Doré
102. Les Ventes
103. Le Vieil-Évreux

## Administration
| Période         | Période         | Identité                | Fonction précédente                                     | Observation     |
| --------------- | --------------- | ----------------------- | ------------------------------------------------------- | --------------- |
| 29 juillet 2009 | 24 août 2011    | Pascal Otheguy          |                                                         |                 |
| 24 août 2011    | 5 février 2015  | Alain Faudon            | Sous-préfet hors cadre                                  |                 |
| 15 juin 2015    | 22 août 2017    | Carole Puig-Chevrier    |                                                         |                 |
| 5 février 2015  | 21 février 2018 | Anne Laparre-Lacassagne | Sous-préfète de Thann-Guebwiller                        | Promue préfète. |
| 23 mars 2018    | 25 février 2021 | Jean-Marc Magda         | Directeur de cabinet de la préfète de la Seine-Maritime |                 |
| 25 février 2021 | 6 décembre 2024 | Isabelle Dorliat-Pouzet | Cheffe du bureau des services publics locaux à la DGCL  |                 |
| 14 janvier 2024 | en cours        | Alaric Malves           |                                                         |                 |

## Démographie
En 2022, l'arrondissement comptait 139 868 habitants.
| 1968    | 1975    | 1982    | 1990    | 1999    | 2006    | 2011    | 2016    | 2021    |
| ------- | ------- | ------- | ------- | ------- | ------- | ------- | ------- | ------- |
| 158 888 | 180 953 | 193 374 | 217 633 | 229 505 | 239 799 | 244 768 | 140 039 | 138 626 |

| 2022    | - | - | - | - | - | - | - | - |
| ------- | - | - | - | - | - | - | - | - |
| 139 868 | - | - | - | - | - | - | - | - |